# Erophylla sezekorni
Erophylla sezekorni é uma espécie de morcego da família Phyllostomidae. Pode ser encontrada nas Bahamas, Cuba, Ilhas Cayman e Jamaica.